# نورمان بروس أندرسون
نورمان بروس أندرسون (بالإنجليزية: Norman B. Anderson)‏ هو عالم نفس أمريكي، ولد في 16 أكتوبر 1955.